# Nullsoft
Nullsoft est une société créée en 1997, au début de l'explosion d'internet par Justin Frankel, pour développer son logiciel Winamp. Son nom tourne autour de la dérision de Microsoft, car « rien » (null en anglais) est bien plus petit que « micro ». Leur mascotte est un lama nommé Mike ou DJ Mike le lama. Il est devenu populaire puis a été adopté comme mascotte avec l'extrait sonore fourni avec Winamp : Winamp, it really whips the llama's ass! qui se traduit par « Winamp, fait vraiment remuer le cul du lama ! ».
Nullsoft est aussi à l'origine de l'outil NSIS permettant la création d'installeur pour Windows.
La société a été rachetée par AOL en 1999, pour plus de 80 millions de dollars, et revendue depuis la fusion avec Time Warner.

## Produits
- SHOUTcast
- Winamp
- NSIS
- NSV
- WASTE